# Barbara Liskov
Barbara Liskov (ur. jako Barbara Jane Huberman 7 listopada 1939 w Los Angeles) – amerykańska informatyczka. Jest profesorem na Massachusetts Institute of Technology. Była jedną z pierwszych kobiet, które uzyskały doktorat z informatyki w Stanach Zjednoczonych i jest zdobywczynią nagrody Turinga. Sformułowała zasadę podstawienia.

## Wczesne życie i edukacja
Liskov urodziła się 7 listopada 1939 w Los Angeles, jako najstarsza z czworga dzieci Jane z domu Dickhoff i Mosesa Hubermana. W 1961 roku ukończyła studia licencjackie na matematyce i fizyce Uniwersytecie Kalifornijskim w Berkeley. Następnie zdawała na studia magisterskie na matematyce na Berkeley i Princeton. W tamtym czasie Princeton nie przyjmował kobiet na ten kierunek. Została przyjęta na Berkeley, jednak zdecydowała się przeprowadzić do Bostonu, by zacząć pracę w Mitre Corporation. Tam zainteresowała się komputerami i programowaniem. W Mitre przepracowała rok, a następnie objęła stanowisko programistki na Harvardzie, gdzie pracowała nad tłumaczeniami języków.
Wkrótce zdecydowała się powrócić do studiowania i ponownie wzięła udział w rekrutacji na Berkeley, a także na Stanford i Harvard. W 1968 po ukończeniu Uniwersytetu Stanford została jedną z pierwszych kobiet w Stanach Zjednoczonych z doktoratem z informatyki. Na Stanfordzie pracowała z Johnem McCarthym nad sztuczną inteligencją. Tematem jej pracy doktorskiej był program komputerowy symulujący gry końcowe w szachach.

## Kariera zawodowa
Po ukończeniu studiów, Liskov wróciła do Mitre jako pracownik badawczy. W Mitre prowadziła wiele znaczących projektów, takich jak system operacyjny Venus, mały, tani system operacyjny pozwalający na jednoczesne użytkowanie przez wielu użytkowników; zaprojektowanie i implementacja języka CLU; Argus, pierwszy język wysokiego poziomu, który wspierał implementację programów rozproszonych i zademonstrował technikę obietnic; Thor, obiektowy system baz danych. Razem z Jeannette Wing sformułowała definicję podtypowania, znaną jako zasada podstawienia Liskov.
Kieruje grupą metodologii programowania MIT, a obecnie skupia się na badaniu problemu bizantyjskich generałów i obliczeń rozproszonych.

## Uznania i nagrody
Członkini Amerykańskiej Akademii Sztuk i Nauk, Association for Computing Machinery oraz National Academy of Engineering.
W 2002 magazyn Discover wyróżnił Liskov jako jedną z 50. najważniejszych kobiet w nauce. W 2004 została nagrodzona medalem Johna von Neumanna za fundamentalny wkład do rozwoju języków programowania, metodologii programowania oraz systemów rozproszonych. 19 listopada 2005 wraz z Donaldem Knuthem otrzymała honorowy doktorat uczelni Politechniki Federalnej w Zurychu. W 2018 roku otrzymała tytuł doktora honoris causa na Universidad Politécnica de Madrid.
W marcu 2009 roku otrzymała nagrodę Turinga za rok 2008. Nagrodę umotywowano wkładem w projektowanie języków programowania oraz metodologii oprogramowania, która doprowadziła do rozwoju programowania obiektowego. Liskov rozwinęła dwa języki programowania – CLU i Argus w latach 70 i 80. W 2012 została włączona do National Inventors Hall of Fame.
Barbara Liskov jest autorką trzech książek i ponad stu prac naukowych.